# Peter Ladwig

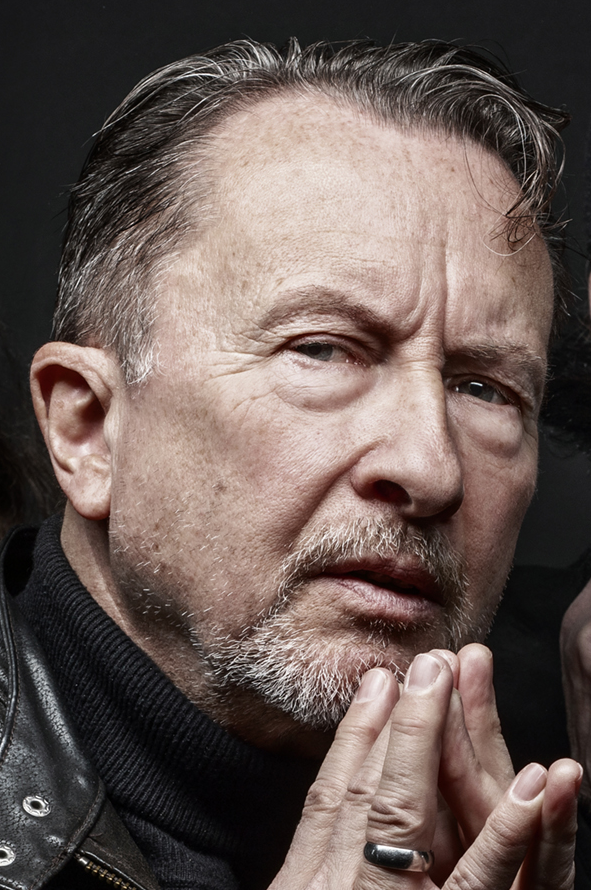
Peter Ladwig (März 2021)

Peter Ladwig (* 25. Mai 1952 in Hannover) ist ein deutscher Songwriter, Sänger und Gitarrist. Er ist Mitglied der Rockband Fargo, mit der er alle bisher erschienenen Alben aufgenommen hat.

## Leben
Peter Ladwig wuchs in Hannover auf. Als er 12 Jahre alt war, ermöglichten ihm seine Eltern, Akkordeonunterricht zu nehmen, womit er sich Notenkenntnisse aneignete. Als Fan der Beatles interessierte er sich jedoch eher für Beat- und Rockmusik und kaufte sich im Alter von 15 Jahren heimlich eine einfache Gitarre, auf der er übte, wenn seine Mutter nicht zu Hause war. Bei verschiedenen Gelegenheiten spielte er bei Beat-Wettbewerben und in Jugendzentren mit anderen Musikern zusammen und sammelte so erste Erfahrungen als Teil einer Band.
1972 erwarb er das Fachabitur im Bereich Maschinenbau. Nach dem Wehrdienst 1973–1974 nahm er ein Studium auf, brach es aber aus Desinteresse wieder ab und wurde Mitglied der Band Petticoat, der auch der Gitarrist Hanno Grossmann angehörte.
In den 1990er Jahren arbeitete Ladwig für Sat1 und RTL Regional in Hannover, bevor er sich im Bereich der Musik- und Videoproduktion selbstständig machte. Seit 2014 gibt er Musikunterricht für Klavier, Gitarre und Schlagzeug.

### Musiker
1976 wurde Ladwig Mitglied bei Fargo. Die Besetzung der Band, die seit ihrer Gründung drei Jahre zuvor beständig Wechsel auf fast allen Positionen erlebt hatte, stabilisierte sich von da an. Der zweite Gitarrist, Matthias Jabs, verließ die Gruppe Ende 1976 und wurde zunächst durch einen Keyboarder und später durch Hanno Grossmann ersetzt. 1979 hatte sich die Besetzung mit Ladwig (Gesang und Gitarre), Grossmann, Peter Knorn (Bass) und Frank Tolle (Schlagzeug) etabliert.
Mit Fargo nahm Ladwig zwischen 1979 und 1982 vier Alben auf. Neben den obligatorischen Tourneen absolvierte er mit der Gruppe mehrere Rundfunkaufzeichnungen, unter anderem am 10. November 1979 für den SWR und am 6. Mai 1980 für den NDR. Am 13. April 1981 hatte er mit Fargo einen Fernsehauftritt in der Jugendsendung Rockpop im ZDF, wo die Band das Lied Frontpage Lover vom gleichnamigen Album vorstellte. Nach der Tournee zum Album F, die am 16. Oktober 1982 mit einem Konzert in Berlin endete, verließ er die Gruppe.
Bereits 1980 hatte er als Gitarrist mit der hannoverschen Progressive-Rock-Band Firehorse, der David Hanselmann als Sänger angehörte, das Album On The Wind aufgenommen. Es war bei Ariola erschienen und auch in Brasilien veröffentlicht worden.
Da ihn die klanglichen Möglichkeiten von Synthesizern faszinierten, nahm er das Album Recharged auf, das er am 11. November 1984 unter dem Pseudonym LAD veröffentlichte, und das bei SPV erschien. Für die Aufnahme hatte er alle Instrumente selbst gespielt. Mit diesem Synthiepop-Album hatte er jedoch keinen kommerziellen Erfolg.
2009 erschien sein 13 Lieder umfassendes Album Here We Stand. Am 25. November 2011 folgte Good Days, das zwölf Lieder enthielt, darunter die Coverversion des von ihm geschriebenen Fargo-Songs A Girl Like a Trigger.
Als Fargo-Gründer Peter Knorn 2016 sein Buch Bis hierhin und so weiter veröffentlichte, fragte er für die Release-Party bei Ladwig an, ob er Interesse an einem Auftritt von Fargo habe. Neben Knorn und Ladwig wirkten der Gitarrist Arndt Schulz und die Schlagzeuger Nikolas Fritz (Mob Rules) und Frank Tolle bei dem Auftritt mit, dem das Angebot folgte, ein neues Fargo-Album für SPV aufzunehmen.
Mit der reformierten Band, in der neben ihm Arndt Schulz, Peter Knorn und Nikolas Fritz agierten, nahm Ladwig das Album Constellation auf, das am 25. Mai 2018 erschien. Schulz verließ die Band 2020 wieder, die als Trio das Album Strangers D’Amour aufnahm. Das Album wurde am 25. Juni 2021 veröffentlicht.

### Produzent
Ladwig war auch als Musikproduzent tätig und produzierte unter dem Pseudonym LAD 1984 für SPV das selbstbetitelte Debütalbum der Band Sweethard sowie, als Peter Lat, das Album Métamorphose der französischen Heavy-Metal-Band Sortilège. Ab 1987 arbeitete er als Tontechniker und freier Produzent. Daneben begann er, in diversen Coverbands zu spielen.

## Diskografie

### Fargo
- 1977: Comin’ Together (Single; B-Seite: Hollywood)
- 1979: Wishing Well
- 1980: No Limit
- 1981: Frontpage Lover
- 1982: F
- 2018: Constellation
- 2021: Strangers D’Amour

### Solo
- 1984: Recharged (als LAD)
- 2009: Here We Stand
- 2011: Good Days